# موش کوتوله آفریقایی
موش کوتوله آفریقایی (نام علمی: Mus minutoides) نام یک گونه از سرده موش است.